# فردریک ویلیام ساتون
فردریک ویلیام ساتون (انگلیسی: Frederick William Sutton; ۲۹ اوت ۱۸۳۲ – ۲۸ ژانویهٔ ۱۸۸۳) Naval Engineer، یک عکاس آماتور و مهندس دریایی اولیه انگلیسی بود که بیشتر برای عکاسی در دوره میجی ژاپن شناخته شده بود.
|-